# Los Catinos
Los Catinos est un groupe espagnol de rock et pop, originaire de Barcelone, actif dans les années 1960.

## Histoire
Le groupe est formé en 1961 à Barcelone, et se consacre exclusivement à la réalisation de pochettes d'albums de toutes sortes dans les années 1960 et 1970. À l'origine, ils s'appelaient Los Ticanos, et dans leur premier EP sorti en 1963, ils apparaissaient en tant que sextet ; mais ils ont presque toujours été un quintet, avec les membres suivants : Manolo Vehi Méndez (chant), José Antonio Muñoz Fortes (basse), Jordi Casas Valls (claviers) (remplacé plus tard par Manuel de los Ojos Prieto), Marcelo Pinilla Marín (guitare), et Fernando Luna Figueras (batterie)
Entre 1963 et 1966, ils enregistrent pour le label Discos Vergara, avant de passer chez Discos Belter en 1967, avec lequel ils restent jusqu'en 1973. Leurs chansons sont des reprises en espagnol de chansons françaises, italiennes et anglo-saxonnes, telles que Isla de Wight, La Tramontana, Corazón loco (Cuore Matto), El último vals, Dulce rosa gitana, Llama tres veces, Deborah, La Tramontana, Llama tres veces, Sacramento, Scaba badi bi du, El mundo, San Francisco, La balada de Bonnie and Clyde, Mi vida, La leyenda de Xanadú, et No tiene edad.